# Ricardo Joaquín Alfaro Jované
Ricardo Joaquín Alfaro Jované (Ciutat de Panamà, 1882- ibidem, 1971) fou un estadista, escriptor i polític de Panamà. Va assumir el càrrec en funcions de President de Panamà el 16 de gener de 1931, després del cop d'estat d'Acció Comunal i va exercir aquest càrrec fins al 5 de juny de 1932, i el 1945 va participar en la redacció de la Declaració Universal dels Drets Humans.